# Zeta d'Andròmeda
Zeta d'Andròmeda (ζ Andromedae) és un sistema estel·lar a la constel·lació d'Andròmeda. Està a uns 181 anys llum de la Terra.
Zeta d'Andròmeda és una binària espectroscòpica eclipsant classificada com a taronja del tipus K gegant brillant amb una magnitud aparent mitja de +4,08. A part de la variació del seu esclat deguda als eclipses, el sistema és també una estrella variable del tipus RS Canum Venaticorum o tipus beta Lyrae. La seva claror varia de la magnitud +3,92 al +4,14 amb un període de 17,77 dies. El període orbital de la binària és de 17,77 dies.